# Río Maè
El río Maè  es un corto río de montaña del norte de Italia, es un largo torrente que nace a los pies del monte Civetta (en el municipio de Zoldo Alto) y discurre en la Val di Zoldo. Después de la localidad de Forno di Zoldo y el lago artificial de Pontesei, el torrente avanza en un amplio desfiladero (canal del Maè) que termina cerca Longarone, donde se junta con el río Piave.
- Datos: Q731403
- Multimedia: Category:Maè / Q731403